# PagBrasil
PagBrasil é uma fintech sediada em Porto Alegre, com escritórios em São Paulo, Barcelona e Singapura. Fundada em 2011 por Alex Hoffmann, também fundador da SiliconAction, e Ralf Germer, a PagBrasil oferece métodos de pagamento brasileiros para empresas em qualquer país do mundo.
A PagBrasil permite integrações com diferentes plataformas de e-commerce, tais como Shopify, VTEX, WooCommerce e PrestaShop. Os sites de e-commerce integrados à PagBrasil possibilitam que seus consumidores possam utilizar, além das formas de pagamento tradicionalmente usadas por brasileiros, métodos próprios, como o Boleto Flash, PagBrasil Pix e o PEC Flash. 
Em 2021, a empresa lançou uma solução de recorrência para negócios digitais, o PagStream, que permite a gestão de assinaturas online de forma facilitada.
Em 2022, a PagBrasil foi certificada pela consultoria internacional Great Place to Work como uma das melhores empresas para se trabalhar.
Em maio de 2023, a PagBrasil foi a primeira a oferecer um POS para que estabelecimentos no mundo inteiro possam oferecer a forma de pagamento Pix, se antecipando à iniciativa de Pix Internacional do Banco Central do Brasil. Com o Pix Internacional da PagBrasil, turistas brasileiros passam a poder pagar com Pix no exterior.
Um ano mais tarde, a PagBrasil cria o Pix Roaming, primeira plataforma que permite que bancos e carteiras digitais de fora do Brasil também possam oferecer Pix aos seus usuários.. Com o Pix Roaming, turistas estrangeiros passam a poder pagar com Pix no Brasil, usando o app do seu próprio banco ou carteira digital. 